# South Midway Island
South Midway Island är en ö i Kanada.   Den ligger i territoriet Nunavut, i den östra delen av landet, 2 300 km nordväst om huvudstaden Ottawa. Arean är 0,51 kvadratkilometer.
Terrängen på South Midway Island är mycket platt. Öns högsta punkt är 8 meter över havet. Den sträcker sig 0,7 kilometer i nord-sydlig riktning, och 1,4 kilometer i öst-västlig riktning.